# Sala Segunda del Tribunal Supremo
La Sala Segunda del Tribunal Supremo de España es la sala que culmina la jurisdicción penal, resolviendo definitivamente los recursos de casación y revisión sobre cuestiones criminales. Además es el órgano constitucionalmente competente para enjuiciar a los diputados, senadores y miembros del Gobierno de España, y por ello es la única sala mencionada específicamente por la Constitución Española de 1978, que le atribuye competencias exclusivas en esta materia (arts. 71 y 102 CE), a diferencia de la Constitución de la República que atribuía la competencia para el enjuiciamiento de los altos cargos del Estado al Tribunal de Garantías Constitucionales.

## Historia
El Tribunal Supremo de España es el Tribunal superior en todos los órdenes, salvo lo dispuesto en materia de garantías constitucionales, que corresponde al Tribunal Constitucional. Dentro del Tribunal Supremo, la Sala Segunda constituye la cúspide de la jurisdicción penal, adquiriendo especial relevancia por el ejercicio de las competencias en materia de enjuiciamiento de las altas autoridades del Estado, que en la Constitución de la República correspondían al Tribunal de Garantías, lo que hoy sería el Tribunal Constitucional.  
La Constitución de Cádiz, de 1812, es el origen del actual Tribunal Supremo. Su creación se apoya en la idea de que  "Delegada por la Constitución a los Tribunales, la potestad de aplicar las leyes, es indispensable establecer, para que haya sistema, un centro de autoridad en que vengan a reunirse todas las ramificaciones de la potestad judicial. Por lo mismo, se establece en la Corte un Supremo Tribunal de Justicia, que constituirá este centro común. Sus principales atributos deben ser los de la inspección suprema sobre todos los Jueces y Tribunales encargados de la administración de Justicia".
Promulgada la Constitución el 19 de marzo de 1812, el 17 de abril siguiente quedó instaurado el Tribunal Supremo, aunque el asedio de la ciudad de Cádiz impidió la eficacia de la nueva estructuración constitucional de la justicia.

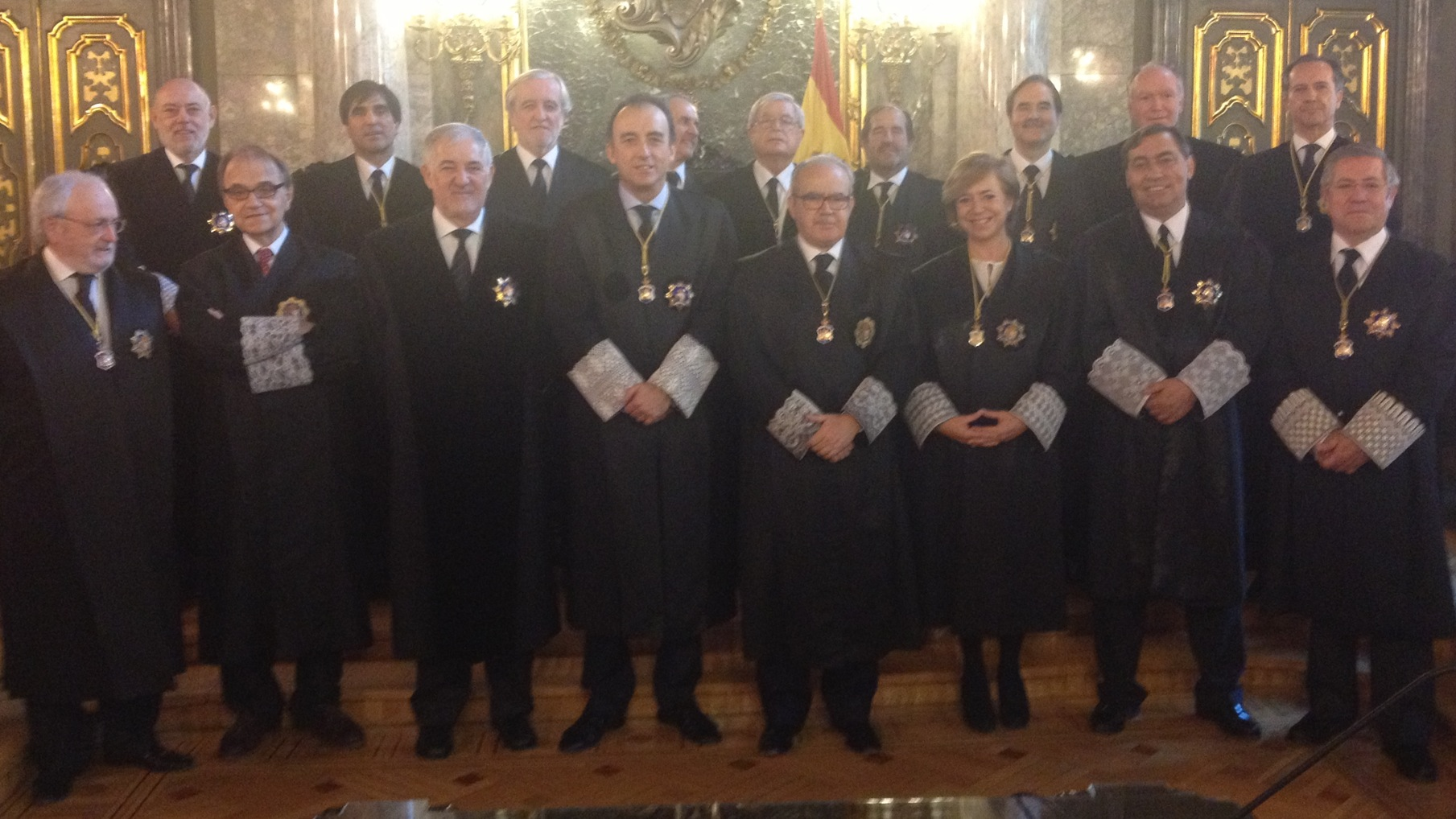
Magistrados de la Sala Segunda del Tribunal Supremo en 2015.

El Reglamento del Supremo Tribunal de Justicia se aprobó ya en Madrid por Decreto de 13 de marzo de 1814, que no llegó a tener vigencia porque el primer acto de gobierno del rey Fernando VII, al regresar del exilio, fue la derogación de la Constitución y de todos los decretos de las Cortes, el 4 de mayo de 1814, con la devolución del Poder Judicial a los Consejos Reales.
Con el "Trienio Constitucional" (1820 a 1823), fueron abolidos los antiguos Consejos de la Corona y restablecido el Supremo Tribunal de Justicia.
En 1823, tras la intervención extranjera de los denominados "cien mil hijos de San Luis", Fernando VII restablece el Consejo de Castilla, hasta que, finalmente, en 1834, la Reina Isabel II suprime los antiguos Consejos de España y de Indias, e instaura definitivamente por Real Decreto de 24 de marzo el Tribunal Supremo. 
Esta es, en realidad, la fecha de constitución efectiva del Tribunal Supremo de España. Una Real Orden de 15 de agosto de 1836 cambia el nombre del Tribunal Supremo de España e Indias por el de Tribunal Supremo de Justicia, nombre que le otorgaba la Constitución de 1812.
El Título V del Reglamento de 1835 atribuye al Tribunal Supremo de España e Indias, el conocimiento en primera y segunda instancia de algunas causas criminales o sobre jurisdicciones de señoríos y diezmos que antes eran competencia del Consejo de Castilla. En esta fecha nace la Jurisdicción Penal del Tribunal Supremo, hoy ejercida por la Sala Segunda. 
La Ley Provisional de Organización de Tribunales de 15 de septiembre de 1870 dispone que el Tribunal Supremo estará integrado por un Presidente, cuatro Presidentes de Sala y veintiocho Magistrados. Habrá una Sala de Gobierno y cuatro de Justicia: Primera de lo Civil, Segunda de admisión de lo Criminal, Tercera de casación de lo Criminal y Cuarta de recursos contra la Administración Pública.  El Tribunal reunido en Pleno, en única instancia y en juicio oral y público conocerá de causas contra Ministros, Presidente de las Cortes, Presidente del Tribunal Supremo o los de Sala, Magistrados del Tribunal o de las Audiencias y Magistrados de Sala.
En 1875 por Ley de 20 de enero se volvió a confiar al Consejo de Estado la Jurisdicción Contencioso-Administrativa, que más adelante y por virtud de la Ley de 4 de abril de 1904 y Real Decreto de 8 de mayo siguiente volvió a encomendarse al Tribunal Supremo.
Durante la Segunda República, por Decreto de 6 de mayo de 1931 se reorganiza el Tribunal Supremo en cinco Salas: Primera: para lo Civil; Segunda: para lo Criminal; Tercera y Cuarta: para lo Contencioso-Administrativo; y Quinta: para lo Social. La Constitución de 1931 crea una Sala Sexta de Justicia militar, asumiendo las competencias del Consejo Supremo de Guerra y Marina.
La actual Constitución de 1978 dedica su Título VI al Poder Judicial y su artículo 123 al Tribunal Supremo reconociéndolo como el órgano jurisdiccional superior en todos los órdenes, con jurisdicción en toda España, siendo su Presidente nombrado por el Rey, a propuesta del Consejo General del Poder Judicial, en la forma que determine la Ley.
La Constitución de la Segunda República otorgaba las competencias para el enjuiciamiento de los altos cargos del Estado al Tribunal de Garantías Constitucionales, y no a la Sala de lo Penal del Tribunal Supremo. Así se establecía en el art 121 que corresponde al Tribunal de garantías, entre otras competencias, establecer la responsabilidad criminal del Jefe del Estado, del Presidente del Consejo y de los Ministros, la responsabilidad criminal del Presidente y los Magistrados del Tribunal Supremo y la del Fiscal de la República.

## Atribuciones

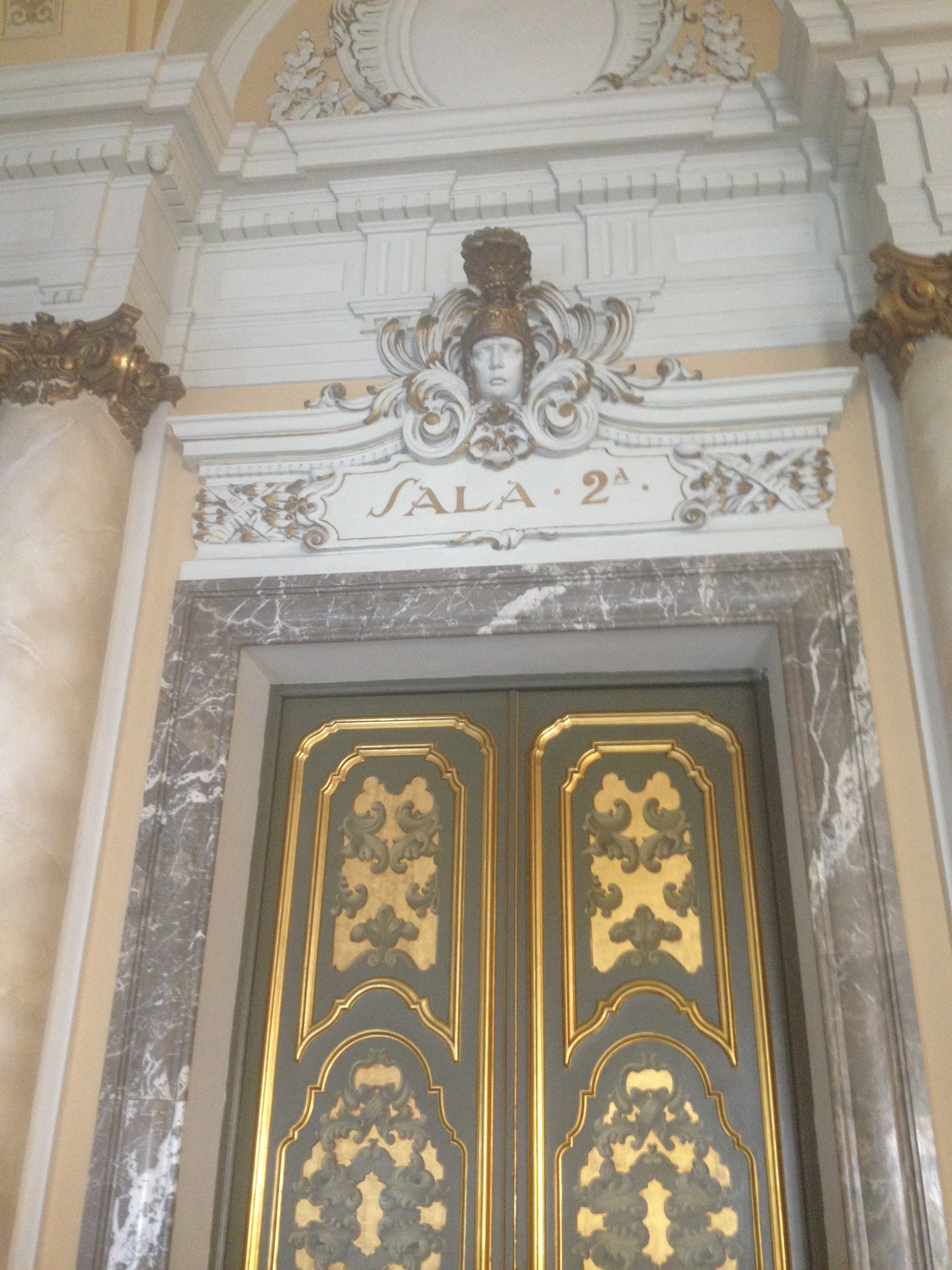
Acceso a la Sala Segunda del Tribunal Supremo.

Las atribuciones de la Sala Segunda de lo Penal del Tribunal supremo se recogen en el artículo 57 de la Ley Orgánica del Poder Judicial. La Sala penal conoce:
1. De los recursos de casación, revisión y otros extraordinarios en materia penal que establezca la ley.
2. De la instrucción y enjuiciamiento de las causas contra el Presidente del Gobierno, Presidentes del Congreso y del Senado, Presidente del Tribunal Supremo y del Consejo General del Poder Judicial, Presidente del Tribunal Constitucional, miembros del Gobierno, Diputados y Senadores, Vocales del Consejo General del Poder Judicial, Magistrados del Tribunal Constitucional y del Tribunal Supremo, Presidente de la Audiencia Nacional y de cualquiera de sus Salas y de los Tribunales Superiores de Justicia, fiscal general del Estado, fiscales de sala del Tribunal Supremo, presidente y consejeros del Tribunal de Cuentas, presidente y consejeros del Consejo de Estado y, Defensor del Pueblo, así como de las causas que, en su caso, determinen los Estatutos de Autonomía.
3. De la instrucción y enjuiciamiento de las causas contra Magistrados de la Audiencia Nacional o de un Tribunal Superior de Justicia.
4. De los demás asuntos que le atribuya esta Ley.

Las causas contra las personas previstas en los puntos 2 y 3 deben ser instruidas por un magistrado de la sala penal que no podrá formar parte del tribunal que finalmente los juzgue.

## Aforamientos
Se entiende por “aforado”el cargo que goza de algún “fuero” (privilegio o derecho) en materia de jurisdicción.
Gozan de aforamiento ante la Sala de lo Penal del Tribunal Supremo, el Presidente del Gobierno, y los Ministros miembros de éste, por mandato directo de la Constitución, (art. 102 CE).  También los Presidentes del Congreso y del Senado, y los Diputados y Senadores, de cuyos procesos por delitos conocerá igualmente la Sala de lo Penal del Tribunal Supremo, por mandato directo y expreso de la Constitución (art. 71 CE),
Los Presidentes de los Gobiernos Autonómicos, y los miembros de estos gobiernos (Consejeros), así como los Presidentes de los Parlamentos autonómicos, y sus parlamentarios, gozan también de aforamiento y de los procesos por delitos que cometan conocerá la Sala de lo Penal del Tribunal Supremo o las Salas de lo Civil y Penal de los Tribunales Superiores de Justicia en razón de lo que determinen los Estatutos de Autonomía (arts. 57.1.2º y 73.3.a LOPJ).
Por lo general la Sala de lo Penal del Tribunal Supremo solo es competente, respecto de los cargos autonómicos, cuando los delitos se cometen fuera de la Comunidad, salvo excepciones, como por ejemplo, 
la responsabilidad penal del Presidente de la Junta de Andalucía que solo es exigible ante la Sala de lo Penal del Tribunal Supremo (art. 40.1 y 50.1 del Estatuto de Andalucía). 
La regla general es la del “aforamiento absoluto”, que incluye el conocimiento de todos los delitos (sean o no cometidos en el ejercicio del cargo) salvo para los jueces, a los que el aforamiento solo alcanza para los delitos cometidos en el ejercicio de su profesión (“aforamiento impropio”).
La razón de ser de los aforamientos está relacionada con la relevancia política de los cargos públicos, para evitar la interferencia de denuncias o procesos no suficientemente justificados en el ejercicio de los cargos que ostentan. Hoy en día existe una gran polémica sobre la conveniencia de su mantenimiento.
La prerrogativa de la inmunidad parlamentaria es diferente del aforamiento e implica la exigencia de solicitar y obtener la autorización de las cámaras legislativas para poder imputar o procesar al parlamentario (“suplicatorio”), lo que solo está establecido para los Diputados y Senadores, no para los parlamentarios autonómicos.

## Composición
La Sala Segunda del Tribunal Supremo se compone legalmente de quince magistrados incluido su presidente, aunque ocasionalmente puede tener más componentes, si se integran en ella magistrados adscritos o eméritos, o menos, como sucede actualmente, si existen plazas vacantes.  
Su composición actual es la siguiente: 
- Presidente en funciones, Andrés Martínez Arrieta.

- Magistrados, por orden de antigüedad en la Sala (2020): Cándido Conde-Pumpido Tourón (actualmente en servicios especiales como Magistrado del Tribunal Constitucional), Julián Sánchez Melgar,  Miguel Colmenero Menéndez de Luarca, Juan Ramón Berdugo Gómez de la Torre, Manuel Marchena Gómez, Antonio del Moral García, Andrés Palomo del Arco, Ana María Ferrer García, Pablo Llarena Conde, Vicente Magro Servet, Susana Polo García, Carmen Lamela Díaz, Eduardo de Porres Ortiz de Urbina, Ángel Luis Hurtado Adrián, Leopoldo Puente Segura y Javier Hernández García.